# Культура дозвілля
Культура дозвілля -  це форма внутрішньої культури людини, яка передбачає наявність у неї певних особистісних якостей, які дають змогу змістовно та з користю проводити вільний час. Розумові здібності, характер, організованість, потреба, інтерес, уміння, смаки, життєва мета, бажання – усе це складає особистісний, індивідуально-суб’єктивний аспект культури дозвілля. Існує пряма
залежність між духовним багатством людини та змістом його дозвілля. Але є також зворотний зв’язок. Культурним може бути тільки змістовно наповнене, ефективне за своїм впливом на особистість дозвілля. Культуру дозвілля характеризують також ті заняття, яким віддається перевага у вільний час. Ідеться про ті види дозвіллєвої діяльності, які сприяють формуванню й розвитку особистості. Особливо цінні ті заняття, у яких молода людина особисто бере участь. Культура дозвілля визначається також і рівнем розвитку та функціонуванням відповідних закладів й установ культури.